# مکانیسم یوغ اسکاچ

مکانیسم یوغ اسکاچ (به انگلیسی: Scotch yoke) یا سازوکار یوغ چاک‌دار یک سازوکار حرکت رفت و برگشتی است که حرکت خطی یک کشویی را به حرکت دورانی تبدیل می‌کند یا بالعکس. پیستون یا دیگر قسمت رفت و برگشتی مستقیماً به یوغ کشویی با شکافی متصل می‌شود که یک پین را روی قسمت چرخان درگیر می‌کند. موقعیت پیستون در طول زمان حرکت ساده هارمونیکی است، یعنی موج سینوسی دارای دامنه ثابت و فرکانس ثابت تولید می‌کند.

## کاربردها

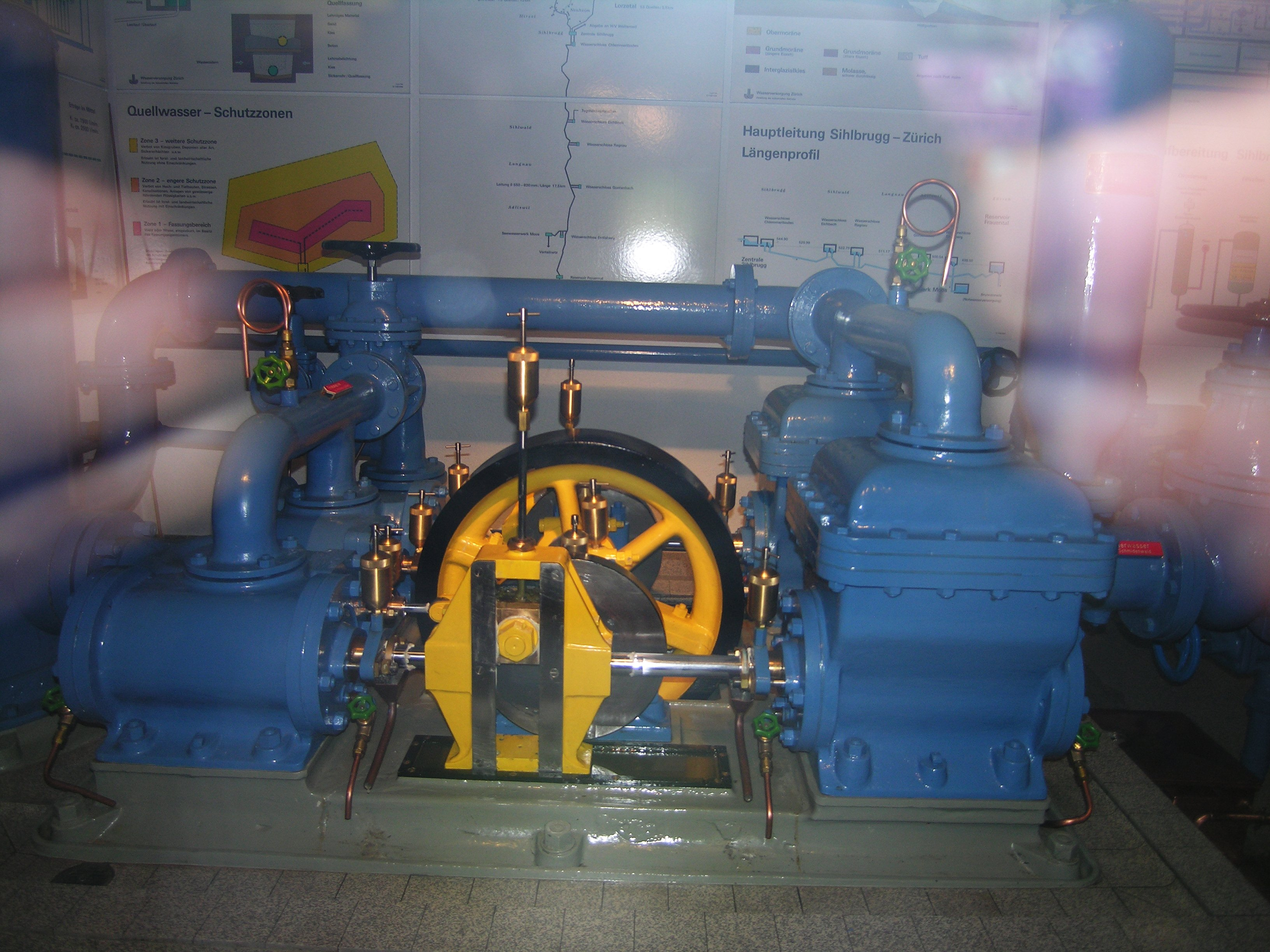
نمونه ای از سازوکار یوغ اسکاچ در پمپ سیالات.

پویانمایی اسکاچ یوکی

این سازوکار معمولاً در محرک‌های شیر کنترل در خطوط فشار قوی روغن و گاز استفاده می‌شود. اگرچه امروزه آن‌چنان رایج نیست، همچنین از این سازوکار در موتورهای درون‌سوز مختلفی مانند موتور بورک و بسیاری از موتورهای بخار استفاده شده‌است، وقتی شکاف در یوغ کوتاهتر از قطر دایره ایجاد شده توسط پایه میل‌لنگ باشد، از اصطلاح یقه اسکاچ استفاده می‌شود. به عنوان مثال، میله‌های کناری یک لوکوموتیو ممکن است دارای یوغ‌های اسکاچ باشند تا حرکت عمودی محورهای میانی را امکان‌پذیر کنند. همچنین این سازوکار در دستگاه پیش‌بینی جزر و مد برای تولید حرکت سینوسی (توابع سینوسی) استفاده می‌شود.